# POM-1
Die POM-1 (russisch ПОМ-1, kurz für противопехотная осколочная мина, Antipersonen-Splittermine) ist eine fernverlegbare Antipersonenmine aus russischer Produktion.

## Beschreibung
Die POM-1 wurde Anfang der 1980er Jahre bei den sowjetischen Streitkräften eingeführt. POM-1 hat einen kreisrunden Minenkörper aus Gusseisen. Am Minenkörper sind vier aerodynamische Rippen angebracht. Die Mine kann grün, grau oder braun ausgeführt sein und wird durch Stolperdrähte ausgelöst. Die Mine verfügt über einen Aufhebeschutz. Die POM-1 ist eine nahezu exakte Kopie der U.S. BLU-42 Streumine.

## Varianten
- POM-1: 1. Serienversion.
- POM-1S: Mit zusätzlichem Zeitzünder. Selbstneutralisierung nach 1–40 Stunden.[1]

## Einsatz und Funktion
Jeweils acht Minen sind in einer CSR-1 Kassette untergebracht. Diese Kassetten verfügen über eine Ausstoßladung für die Minen und werden durch Fahrzeuge oder Hubschrauber fernverlegt. Mit dem Ausstoß aus der Kassette wird an der Mine ein Sicherungssplint gezogen und die pyrotechnische Schärfungssequenz wird aktiviert. Durch die Zugluft, welche über die aerodynamischen Rippen streicht, beginnt die Mine zu rotieren. Rotiert die Mine mit einer gewissen Geschwindigkeit werden durch die Zentrifugalkraft zwei Haltekreuze weggeschleudert und dadurch die Öffnungen für die Stolperdrähte freigelegt. Nachdem die Mine auf den Erdboden gefallen und zur Ruhe gekommen ist, werden die 6 m langen Stolperdrähte mittels Sprungfedern ausgestoßen. Die acht Stolperdrähte sind an den Enden mit kleinen Gewichten und Widerhaken versehen. 60-90 Sekunden nach dem Ausstoß aus der Kassette ist die Mine scharf. Sobald jetzt einer der Stolperdrähte Zug erfährt und dadurch den Lagewinkel der Mine um 15–20 ° verändert so detoniert sie sofort. Der Splitterwirkungskreis beträgt 4–6 m. Verletzungen können bis in eine Entfernung von 30 m auftreten. Die Ausführung POM-1S verfügt über ein Neutralisationssystem. Wird die Mine nicht durch die Stolperdrähte ausgelöst, so wird nach maximal 40 Stunden durch die zu geringe Batteriespannung der Zünder deaktiviert. Soll die Deaktivierung früher erfolgen wird der Zünder zu einer vorselektierten Zeit (min. 1 Stunde) durch einen Kurzschluss deaktiviert. Von außen sieht man der Mine nicht an, ob sie scharf oder neutralisiert ist.

## Einsatzsysteme
- SCM-1/VSM-1: Streubehälter mit 145 Minen (29 CSR-1-Kassetten) für den Einsatz ab Hubschraubern.
- KMGU: Streubehälter für 192 Minen (48 KPOM-1S-Kassetten mit je 4 Minen) für den Einsatz aus Flugzeugen und Hubschraubern.[2]
- PCM-1/HMS-1: Wurfeinrichtung für eine einzelne CSR-1-Kassette. Kann von einem einzelnen Soldaten eingesetzt werden. Erzeugt ein Minenfeld von 18 × 20 m.
- UMP: Streubehälter für den Einsatz ab Lkw
- UGMZ: Streubehälter für den Einsatz ab gepanzerten Fahrzeugen

## Einsatz
Die POM-1 Minen kamen in Afghanistan und vermutlich in Laos zum Einsatz. Überwiegend wurden die Minen mit Hubschraubern verstreut. So kann ein Mi-8 Hubschrauber mit vier SCM-1 Streubehältern mit total 928 Minen, ein Minenfeld von 30 × 2.000 m verlegen. Dazu benötigte er 3-4 Minuten.
Als nachteilig erwies sich die kurze Lebensdauer der Batterien für die Zünder. Gemäß Hersteller betrug die Lagerzeit im Depot max. 10 Jahre. In kalten Lagerhallen entluden sich die Batterien aber bereits nach 2-3 Jahren. Ein weiterer Nachteil war der hochempfindliche elektromechanische Zünder. Die Mine konnte so durch Grasbüschel, welche die Stolperdrähte berührten oder sogar durch Windböen gezündet werden. Auch blieb die Mine vielfach mit den Stolperdrähten an Zweigen hängen. Des Weiteren konnte man nicht erkennen ob sich eine POM-1S-Mine neutralisiert hatte, oder ob diese noch scharf war. Aus diesen Gründen wurde die POM-1 Ende der 1980er Jahre durch die zuverlässigere POM-2 Mine ersetzt. Mit dem Ende des Kalten Krieges wurden die POM-1-Bestände in Russland delaboriert.